# Shunyi Olympic Rowing-Canoeing Park
Shunyi Olympic Rowing-Canoeing Park è un canoeing park nei pressi di Pechino, Cina, che comprende al suo interno un fiume artificiale specificatamente costruito per svolgere le competizioni degli sport d'acqua viva, quali la canoa fluviale.

## Le Olimpiadi del 2008 in Cina
Ai Giochi olimpici di Pechino 2008 ha ospitato le competizioni di canoa (sia regate che slalom), canottaggio e nuoto di fondo. Dopo le Olimpiadi è utilizzato anche come parco acquatico di divertimenti.